# Negombo
Negombo (tamil: நீர்கொழும்பு) är en stad och kommun  i västra Sri Lanka. Den ligger i Västprovinsen, 30 km norr om huvudstaden Colombo. Antalet invånare är 137 223 i staden och 141 676 i kommunen. Staden ligger på öns västra kust mot Indiska oceanen. 
Terrängen runt Negombo är mycket platt. Runt Negombo är det mycket tätbefolkat, med 2 711 invånare per kvadratkilometer.
Negombo grundades 1505 av kolonisatörer från Portugal. Få spår är kvar efter kolonialtiden, en lång kanal som holländarna byggde som är ungefär 120 km är fortfarande kvar. Den används främst för transport av kanel, den näst största exportvaran efter te. Fisket och turismen är de viktigaste inkomstkällorna i Negombo.
Tropiskt regnskogsklimat råder i trakten. Årsmedeltemperaturen i trakten är 25 °C. Den varmaste månaden är mars, då medeltemperaturen är 28 °C, och den kallaste är maj, med 23 °C. Genomsnittlig årsnederbörd är 2 474 millimeter. Den regnigaste månaden är oktober, med i genomsnitt 416 mm nederbörd, och den torraste är juli, med 99 mm nederbörd.